# Кальман Марковіц
Кальман Марковіц (угор. Kálmán Markovits; 26 серпня 1931 — 5 грудня 2009) — угорський ватерполіст і плавець.
Олімпійський чемпіон 1952, 1956 років, бронзовий призер 1960 року.